# 川口市立桜町小学校
川口市立桜町小学校（かわぐちしりつ さくらちょうしょうがっこう）は、埼玉県川口市桜町にある公立小学校。

## 交通
- 埼玉高速鉄道線新井宿駅2番出口より徒歩5分。

## 沿革
- 1970年（昭和45年）4月1日 - 鳩ヶ谷市立鳩ヶ谷小学校を分離して鳩ヶ谷市立桜町小学校として開校。鳩ヶ谷小学校から約570名、里小学校から約110名、新1年生159名の合計848名であった。1学期中は鳩ヶ谷小学校の校舎を一部借用して授業を行っていた。
- 1970年（昭和45年）9月1日 - 現在の場所に新校舎が完成。
- 1973年（昭和48年）4月1日 - 特殊学級である「さくら学級」ができる。
- 2011年（平成23年）10月11日 - 鳩ヶ谷市が川口市に合併し、川口市立桜町小学校に改称。

## 学区
- 桜町2丁目、桜町3丁目、桜町4丁目、桜町5丁目